# Riksdagen 1934

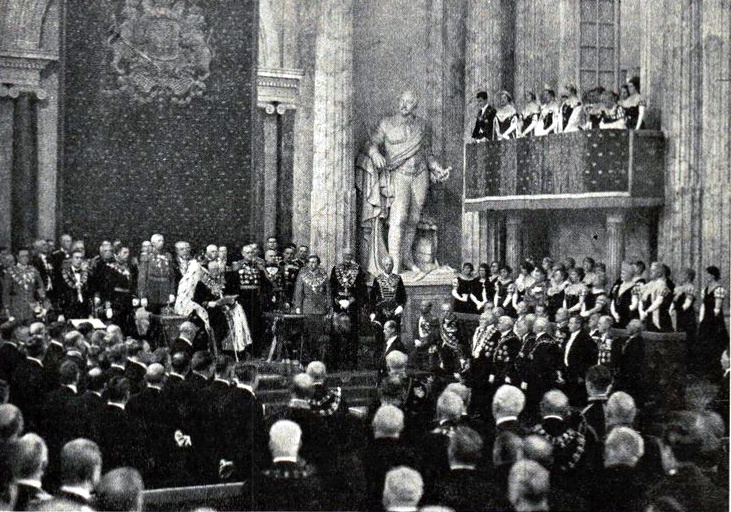
Gustaf V öppnar 1934 års riksdag.

Riksdagen 1934 ägde rum i Stockholm.
Riksdagens kamrar sammanträdde i riksdagshuset den 10 januari 1934. Riksdagsarbetet inleddes ceremoniellt genom riksdagens högtidliga öppnande i rikssalen på Stockholms slott den 11 januari. Första kammarens talman var Axel Vennersten (Nationella partiet), andra kammarens talman var August Sävström (S). Riksdagen avslutades den 21 juni 1934.